# Rajd Północnego Słońca 1963
Rajd Północnego Słońca 1963 (14. Svenska Rallyt till Midnattsolen) – 14 edycja rajdu samochodowego Rajd Północnego Słońca rozgrywanego w Szwecji. Rozgrywany był od 11 do 15 czerwca 1963 roku. Była to czwarta runda Rajdowych Mistrzostw Europy w roku 1963.

## Klasyfikacja rajdu
| Miejsce                      | Kierowca                     | Pilot                        | Samochód                     | Czas                         | Strata                       |                              |
| Klasyfikacja generalna i ERC | Klasyfikacja generalna i ERC | Klasyfikacja generalna i ERC | Klasyfikacja generalna i ERC | Klasyfikacja generalna i ERC | Klasyfikacja generalna i ERC | Klasyfikacja generalna i ERC |
| ---------------------------- | ---------------------------- | ---------------------------- | ---------------------------- | ---------------------------- | ---------------------------- | ---------------------------- |
| 1.                           | Berndt Jansson               | Erik Pettersson              | Porsche 356 Carrera          | 3:00                         | 0.0                          |                              |
| 2.                           | Erik Carlsson                | Gunnar Palm                  | Saab 96 Sport                | 3:44                         | +44                          |                              |
| 3.                           | Bo Ljungfeldt                | Bertil Rehnfeldt             | Ford Cortina GT              | 3:48                         | +48                          |                              |
| 4.                           | Olle Bromark                 | Kjell Lyxell                 | Saab 96                      | 4:05                         | +1:05                        |                              |
| 5.                           | Ove Andersson                | Gunnar Wiman                 | Mini Cooper S                | 4:12                         | +1:12                        |                              |
| 6.                           | Carl-Magnus Skogh            | Lennart Berggren             | Volvo Amazon                 | 4:22                         | +1:22                        |                              |
| 7.                           | Carl Orrenius                | Rolf Dahlgren                | Mini Cooper S                | 4:25                         | +1:25                        |                              |
| 8.                           | Åke Andersson                | Gunnar Lindén                | Saab 96 Sport                | 4:32                         | +1:32                        |                              |
| 9.                           | Bengt Söderström             | Bo Ohlsson                   | Volvo PV 544                 | 4:56                         | +1:56                        |                              |
| 10.                          | Rauno Aaltonen               | Rolf Skogh                   | Chrysler Valiant Estate      | 5:33                         | +2:33                        |                              |